# Pentland Firth
Il Pentland Firth (in lingua gaelica scozzese: An Caol Arcach, che significa "Stretto delle Orcadi") è uno stretto che separa le isole Orcadi da Caithness, nel nord della Scozia. Nonostante il nome, non è un firth.

## Etimologia
Si pensa che il nome provenga da una variazione della parola norrena "Petlandsfjörð", che significa "il fiordo di Pictland", ma non è per nulla correlato alle Pentland Hills vicino a Edimburgo.
Prima dell'occupazione norrena delle Orcadi, lo stretto era conosciuto come "Mare delle Orcs", un riferimento alle tribù dei Pitti che abitavano le isole. Tale era la loro prodezza in mare che vi sono anche esempi di questo nome che si riferiscono agli stretti del mare sull'intera costa ovest della Scozia, fino a Kintyre. Una versione dell'Historia Brittonum, del IX secolo, afferma che "i brittonici riempirono l'intera isola con i loro popoli, dal Canale della Manica fino al Mare di Orcs".

## Geografia
Sul lato verso Caithness, il meridionale, il Firth si estende da Dunnet Head ad ovest e fino a Duncansby Head ad est, mentre sul lato verso le Isole Orcadi (quello settentrionale), va da Tor Ness sull'isola di Hoy ad ovest fino a Old Head su South Ronaldsay ad est.
Nel mezzo del Firth vi sono due isole significative: Stroma e Swona. Il piccolo gruppo delle Pentland Skerries si trova ad est; le isole di Hoy e South Ronaldsay confinano con il Firth a nord e sono parte delle Orcadi.
Il punto più a nord del promontorio di Dunnet Head, chiamato Easter Head, è anche il punto più a nord dell'intera Gran Bretagna. Il famoso villaggio di John o' Groats, Mey (sito del Castello di Mey) e molti altri villaggi minori si trovano sulla costa di Caithness, come la città di Thurso e Scrabster nella baia di Thurso, sul limitare occidentale del Firth.

## Attraversare il Firth
Ad ovest, i traghetti da Scrabster verso Stromness sono gestiti da NorthLink Ferries e costituiscono il più antico servizio di traghetti attraverso il firth, iniziato nel 1856 per offrire continuità di viaggio per coloro che giungevano in treno a Thurso.
Storicamente, l'area della baia di Gills è stata il punto di partenza dalla terraferma per le isole di Stroma e Swona, e per tutte le Orcadi. Questo percorso, conosciuto come "attraversamento breve del mare", è sia il tragitto più veloce che il più sicuro attraverso le acque tempestose del Pentland Firth. Attualmente, la Pentland Ferries opera su questa tratta dalla baia di Gills fino a St Margaret's Hope su South Ronaldsay.
Ad est, la "John o' Groats Ferries" copre i percorsi fino a Burwick, anch'esso su South Ronaldsay; questi traghetti sono di dimensioni minori e effettuano servizio solo nei mesi estivi.
È anche stata considerata la costruzione di un tunnel per collegare le isole alla terraferma. Nel 2005 fu progettato inizialmente un percorso di 16 km per un ammontare dei costi pari a circa 100 milioni di sterline, ma ad oggi non sono stati fatti passi ulteriori.

## Le correnti
Il Pentland Firth è molto conosciuto per la forza delle sue correnti, che sono tra le più veloci del mondo, con una velocità di 30 km/h, misurata appena ad ovest delle Pentland Skerries. La forza delle maree causa mulinelli e mare mosso, che possono avvenire a diversi stadi della marea. Alcune delle più forti correnti sono:

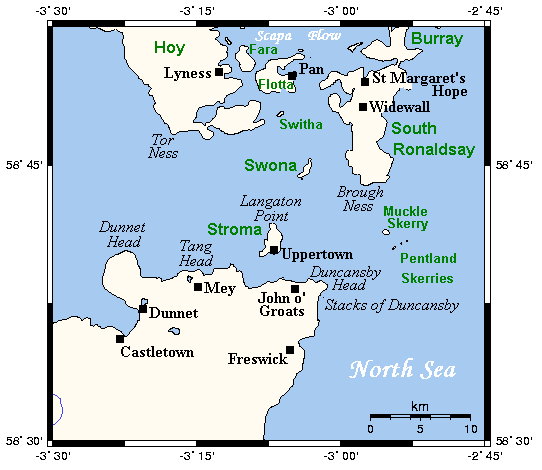
Cartina del Pentland Firth e delle terre vicine

- ‘The Merry Men of Mey’. Si forma al largo di St John's nella corrente diretta verso occidente, e si estende quando la marea sale verso NNW attraverso il Firth, in direzione Tor Ness. La parte peggiore si verifica sopra una zona sabbiosa a circa 5,5 km ad ovest di Stroma. Le onde costituite da queste correnti di marea formano un frangiflutti naturale, che assicura ad est acque relativamente calme, particolarmente notevole quando ad ovest è in corso una tempesta. Le maree in quest'area possono superare i 19 km/h.

- ‘The Swelkie’. La corrente a nord di Stroma, al largo di Swelkie Point, è conosciuta come ‘The Swelkie’. Si estende verso et o ovest a seconda della marea e può essere particolarmente violenta. Un mulinello con lo stesso nome, secondo una leggenda vichinga, fu causato da una strega del mare che girava le ruote dei mulini per generare il sale che manteneva la salinità del mare. Il nome deriva da un termine norreno, Svalga, che significa "divoratore".

- Il ‘Duncansby Race’ si forma al largo di Ness di Duncasby all'inizio del flusso di marea in direzione sud-est. Inizialmente si estende in direzione ENE, ma poi evolve in senso anti-orario finché non si estende per circa 1,5 km verso NW circa 2 ore e mezza dopo, punto in cui è definito ‘The Boars of Duncansby’. Nel momento della corrente verso SE, si verificano turbolenze aggiuntive al largo di Duncasby Head, in particolare ad est. La corrente diminuisce temporaneamente al variare della marea prima di riprendere vigore in direzione ENE nella corrente di marea che si dirige verso NW, prima di cessare del tutto alla successiva variazione della marea. Questa corrente è particolarmente violenta e pericolosa quando la corrente della marea trova l'opposizione di tempeste in direzione contraria. Quando la corrente va verso est, si formano onde pericolose al largo di Ness su Huna; questa corrente è particolarmente violenta con vento verso est o sud.

- Il ‘Liddel Eddy’ si forma tra South Ronaldsay e Muckle Skerry nella corrente diretta verso est. Si forma una corrente di marea al largo di Old Head e sulla parte sud-orientale diSouth Ronaldsay.

Oltre a ‘The Swelkie’, si formano correnti anche alle estremità nord e sud di Stroma e Swona; tra le correnti vi è un turbinare delle onde che va contro le maree quando queste si intensificano. Le correnti sono molto visibili, con mulinelli e gorghi; sono presenti anche rigonfiamenti delle onde, specialmente in condizioni di brutto tempo. Quando entrano o lasciano i mulinelli nell'attraversare le correnti di marea, anche le imbarcazioni di dimensioni maggiori possono essere spinte fuori rotta. Altre correnti nel firth si verificano al largo di Brough Head.

## Energia mareomotrice
Le correnti fino a 5 m/s rendono il Pentland Firth potenzialmente uno dei migliori siti al mondo per l'energia mareomotrice e questo fatto ha assunto una dimensione politica. Il Programma per l'Energia del Partito Nazionale Scozzese ha affermato nel luglio 2006 che il Firth poteva produrre "da 10 a 20 GW di potenza elettrica" e il Primo Ministro Alex Salmond ha affermato che il Pentland Firth potrebbe essere "l'Arabia Saudita dell'energia proveniente dalle maree" con una produzione di "oltre 20 gigawatt". Nel luglio 2013, il dr. Thomas Adcock dell'Università di Oxford ha scritto che il Firth è "quasi certamente il miglior sito al mondo per ricavare energia dalle maree" anche se uno studio alternativo ha suggerito che il massimo potenziale del Pentland Firth sarebbe di 1,9 GW, ma 1 GW è la cifra più realistica.
Nell'ottobre 2007 l'Atlantis Resources Corporation (ARC) annunciò che stava considerando un sito presso il Castello di Mey per un centri dati che sarebbe stato alimentato da un centro di produzione energetica proveniente dalle maree del Firth. Nell'ottobre 2010 MeyGen, un consorzio di ARC, Morgan Stanley e International Power, ricevettero un prestito operativo dal Crown Estate per un progetto da 400 MW per 25 anni. Nel settembre 2013 fu approvata la costruzione da parte di MeyGen per un progetto dimostrativo da 9 MW di sei turbine AR1000 da consegnare nel 2015 e ulteriori 86 MW programmati per la fase 1 nel 2020. La seconda fase potrebbe comprendere l'installazione di un massimo di 400 turbine che genererebbero 398 MW.